# Пражский зоопарк

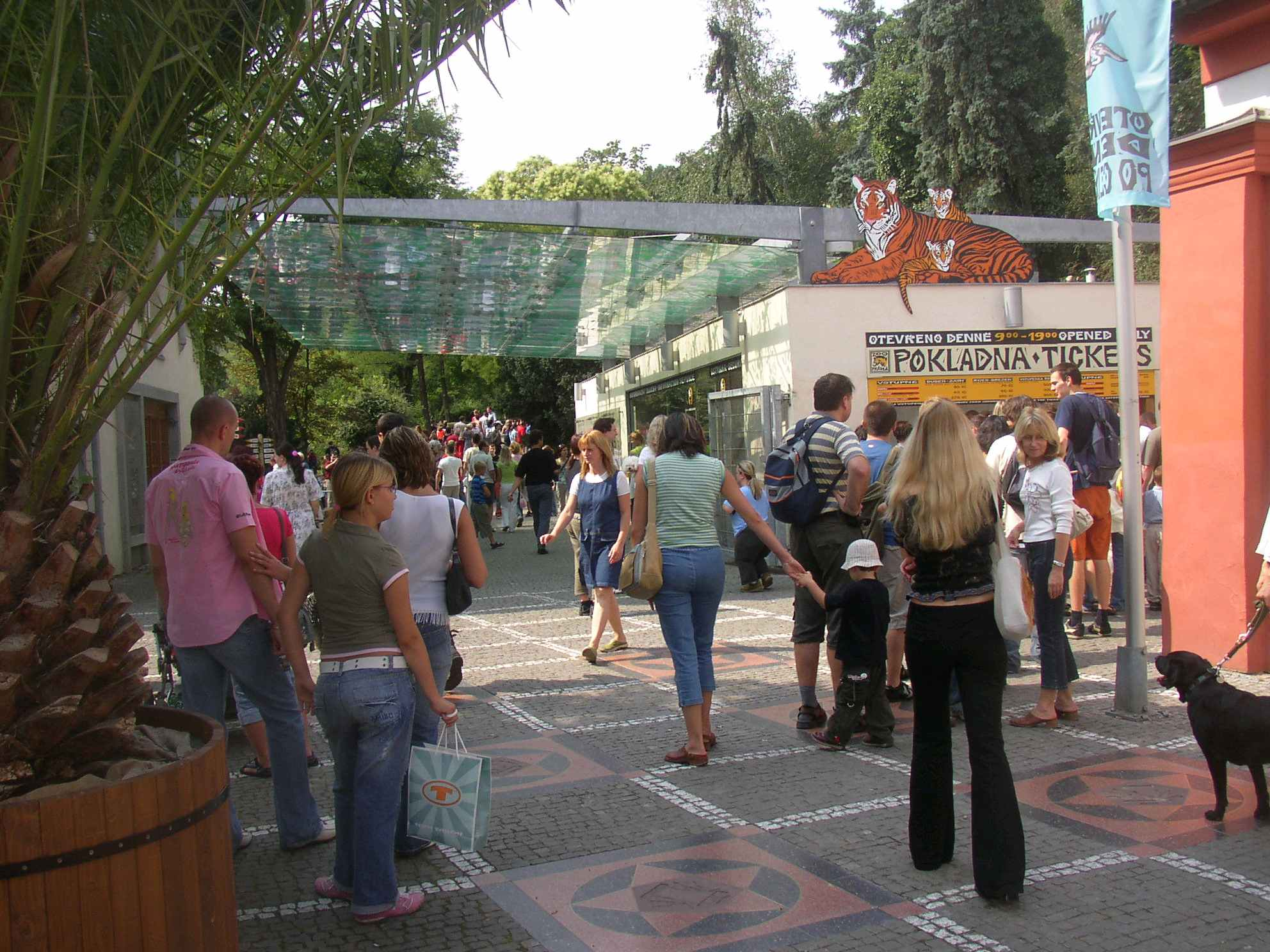
Главный вход в зоопарк

Пра́жский зоопа́рк (чеш. Zoologická zahrada hl. m. Prahy) — крупнейший зоопарк Чешской Республики и один из крупнейших в Европе, расположен в Тройской котловине (район Троя) Праги.

## История
Первые зоопарки в Чехии появились ещё при первых чешских королях как частные зверинцы. Пражский зоопарк наибольшего расцвета достиг во время правления Рудольфа II, но во время Тридцатилетней войны пришёл в упадок. Возрождение зоопарка началось в 1921 году, когда было принято решение о строительстве зоологического сада в Тройской котловине. Строительство заняло 10 лет. Первоначально, после открытия, зоопарк насчитывал 200 зверей и занимал площадь 8 гектаров. Зоопарк развивался, и в начале XXI века его площадь составила уже 60 гектаров.
В 2002 году зоопарк пережил катастрофическое наводнение, крупнейшее за последние 500 лет, при котором была затоплена половина территории и погибло более 100 животных, в том числе крупных (слон, носорог). На территории зоопарка есть метки уровня воды в августе 2002 года.

## Описание
На территории зоопарка есть как открытые, так и закрытые павильоны. В закрытых павильонах содержатся пантеры, тигры и другие хищники, а также обезьяны, жирафы, птицы, насекомые. Среди павильонов особенно выделяется самый обширный уникальный павильон зоопарка «Индонезийские джунгли», открытый в 2002 году и воссоздающий атмосферу тропических джунглей. Павильон «Индонезийские джунгли», одно из самых грандиозных сооружений в истории европейских зоопарков, представляет собой двухэтажное эллипсовидное стеклянное сооружение, внутри которого высажены тропические растения, есть терраса для наблюдения за жизнью гиббонов, орангутанов, комодских варанов и других животных. Здесь находится единственный в Центральной и Западной Европе павильон, где живут гигантские галапагосские черепахи: только Пражскому зоопарку удалось создать для них подходящие условия обитания. С ними соседствуют слоновые черепахи с Сейшельских островов — самые крупные в мире.
В зоопарке разводят редких животных, таких как лошадь Пржевальского, гигантская черепаха, исчезающие виды ящериц, гавиалов, представителей семейства кошачьих, антилоп и т. д. В зоопарке насчитывается 169 видов млекопитающих, 270 видов птиц, 120 видов пресмыкающихся, 10 видов амфибии, 60 видов рыб, 1 вид хрящевой рыбы, 31 видов беспозвоночных. Среди них 144 видов занесены в Красную книгу МСОП, а 14 являются исчезающими. Помимо фауны в экспозиции зоопарка представлены 300 видов редких растений, в том числе деревьев. Среди известных животных зоопарка стоит отметить долгожительницу — слониху Гулаб, отметившую 4 июля 2006 года 40-летие пребывания в зоопарке. В 2009 году в зоопарке родилось 959 питомцев.
На территории зоопарка находятся детские площадки, небольшие рестораны, сувенирные лавки, работает кресельная канатная дорога.
По пивному ресторану часто ходят утки.
Рядом с зоопарком располагается пражский ботанический сад и Тройский замок.
Добраться до зоопарка можно городским автобусом 112 от станции метро Nádrazí Holešovice (ветка метро C), на бесплатном экспрессе с надписью ZOO, на автомобиле или на пароходе от Стефаникова моста. Стоянка расположена в непосредственной близости от зоопарка, стоимость стоянки 100 крон в день за легковые автомобили и 300 крон в день за автобусы. Стоимость входных билетов для взрослых составляет 200 крон, для детей от 3—15 лет, студентов, пенсионеров 150 крон.

## Галерея

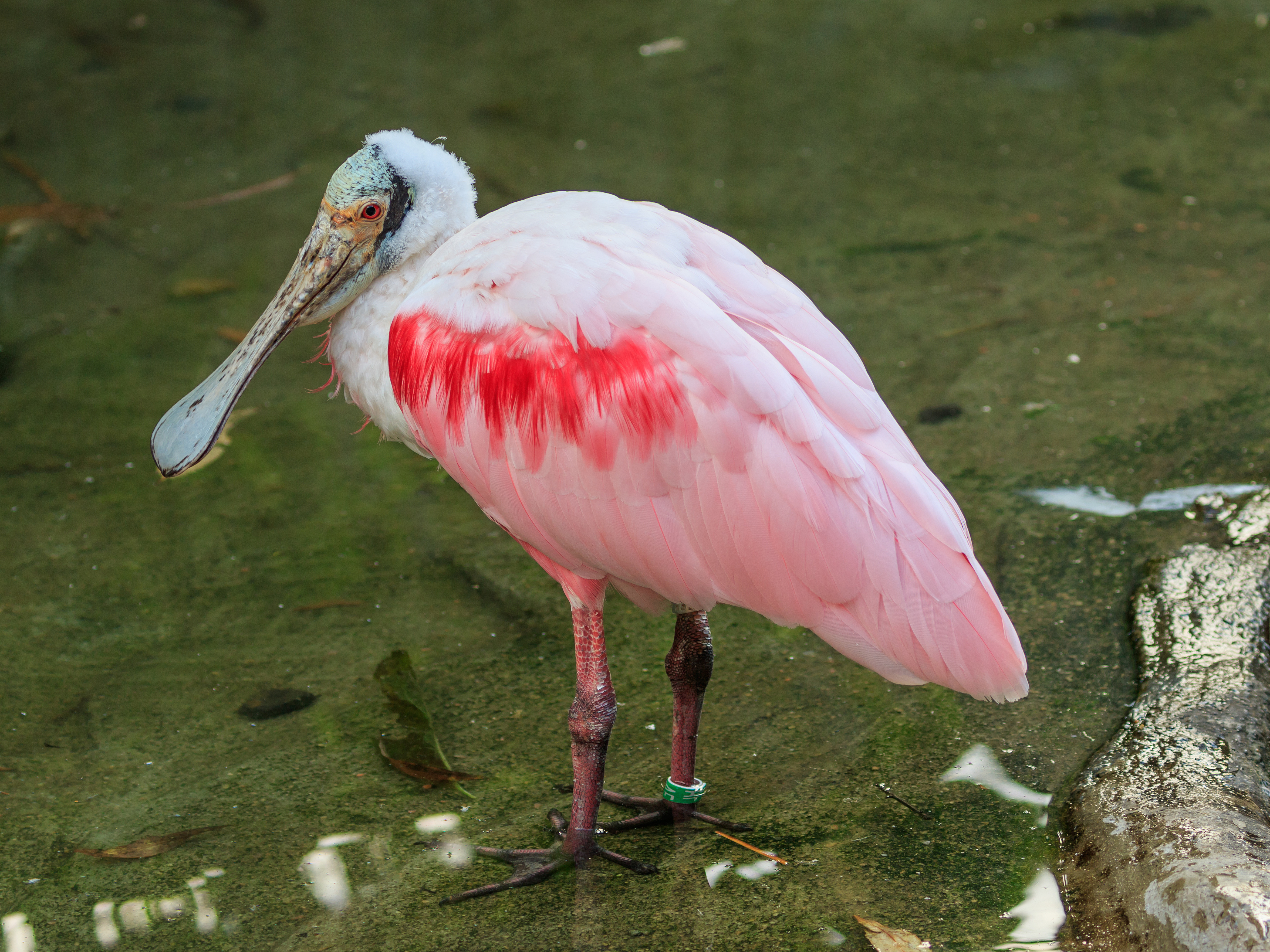
Розовая колпица
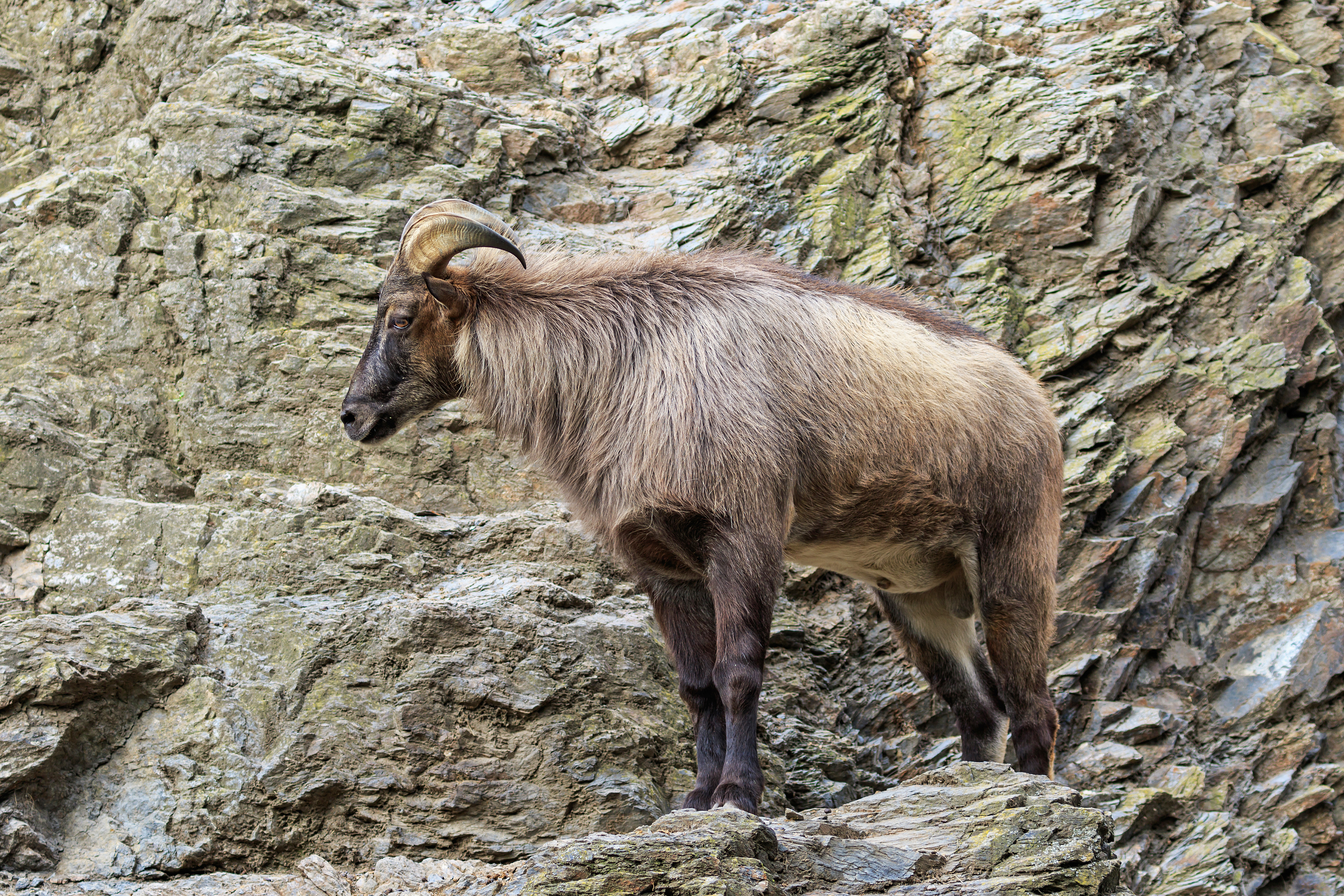
Гималайский тар
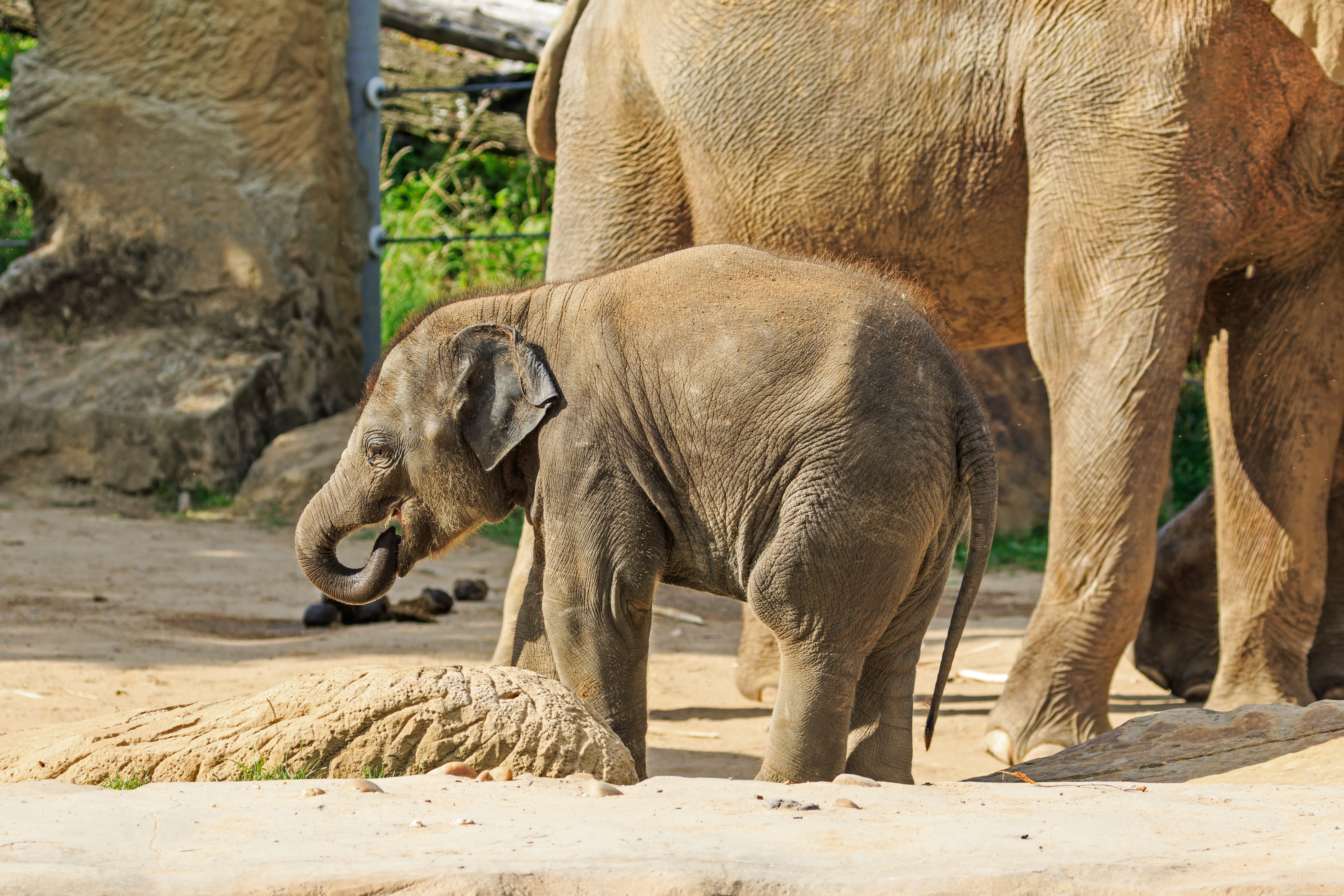
Индийский слон с детёнышем
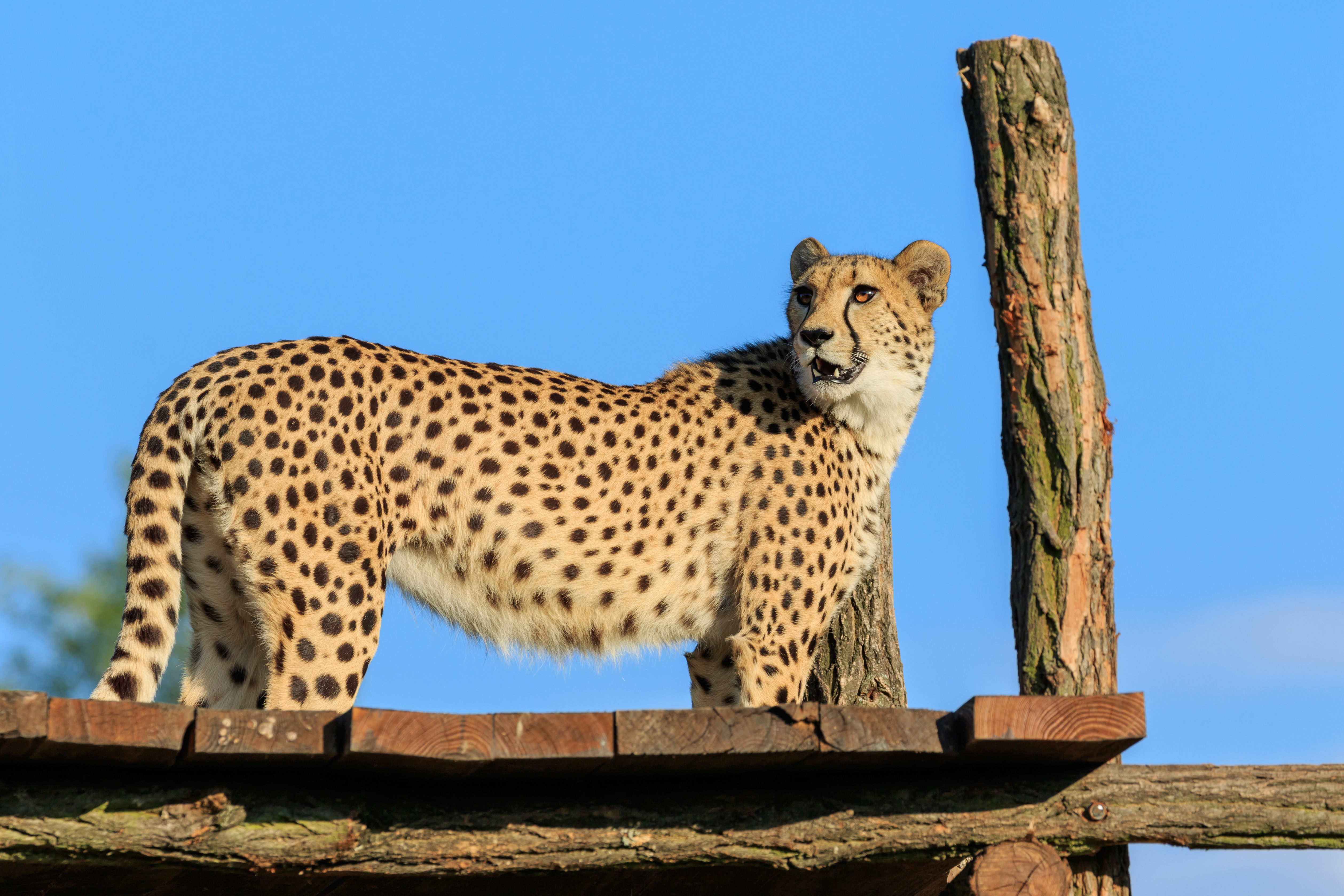
Гепард
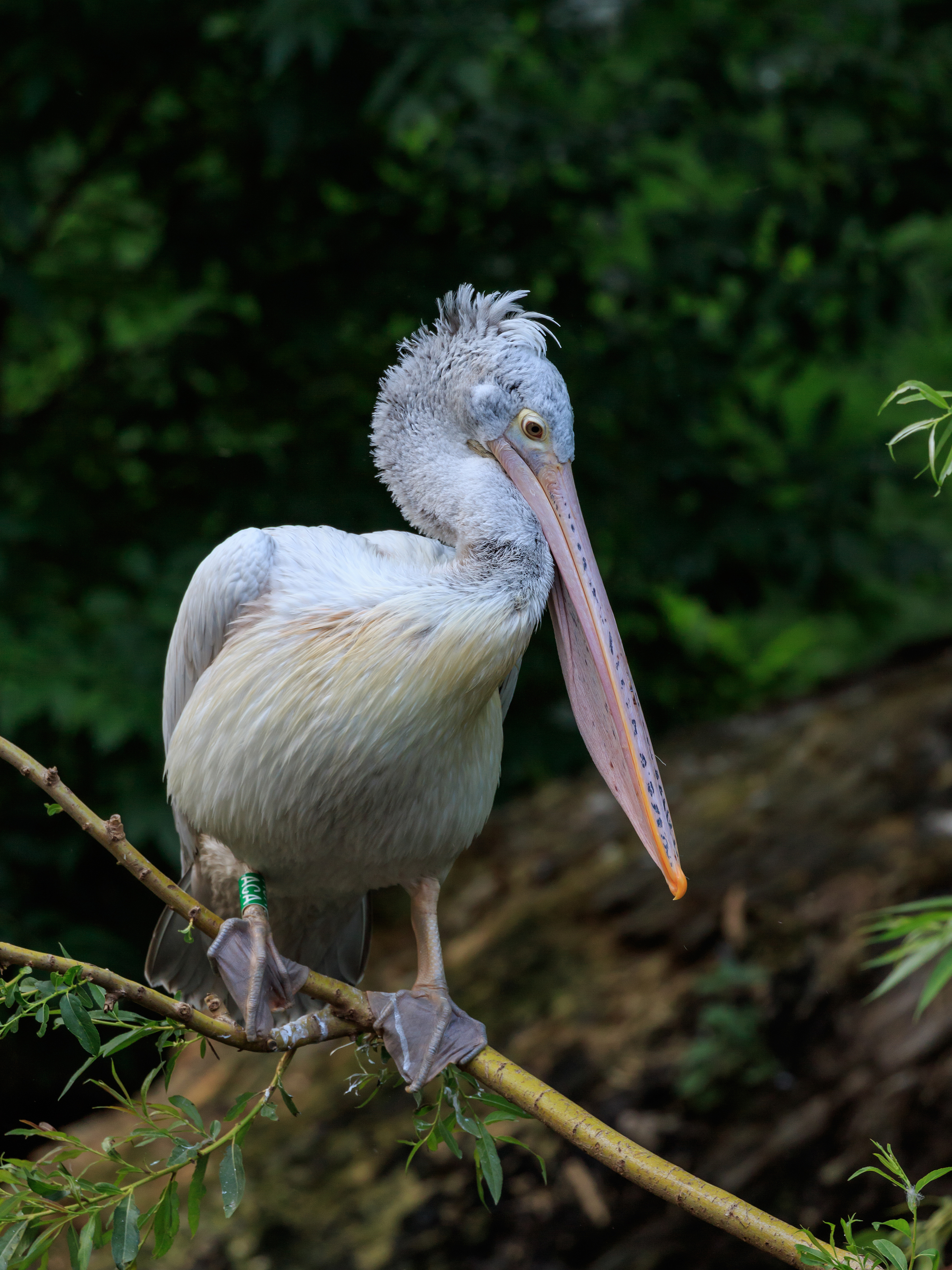
Серый пеликан
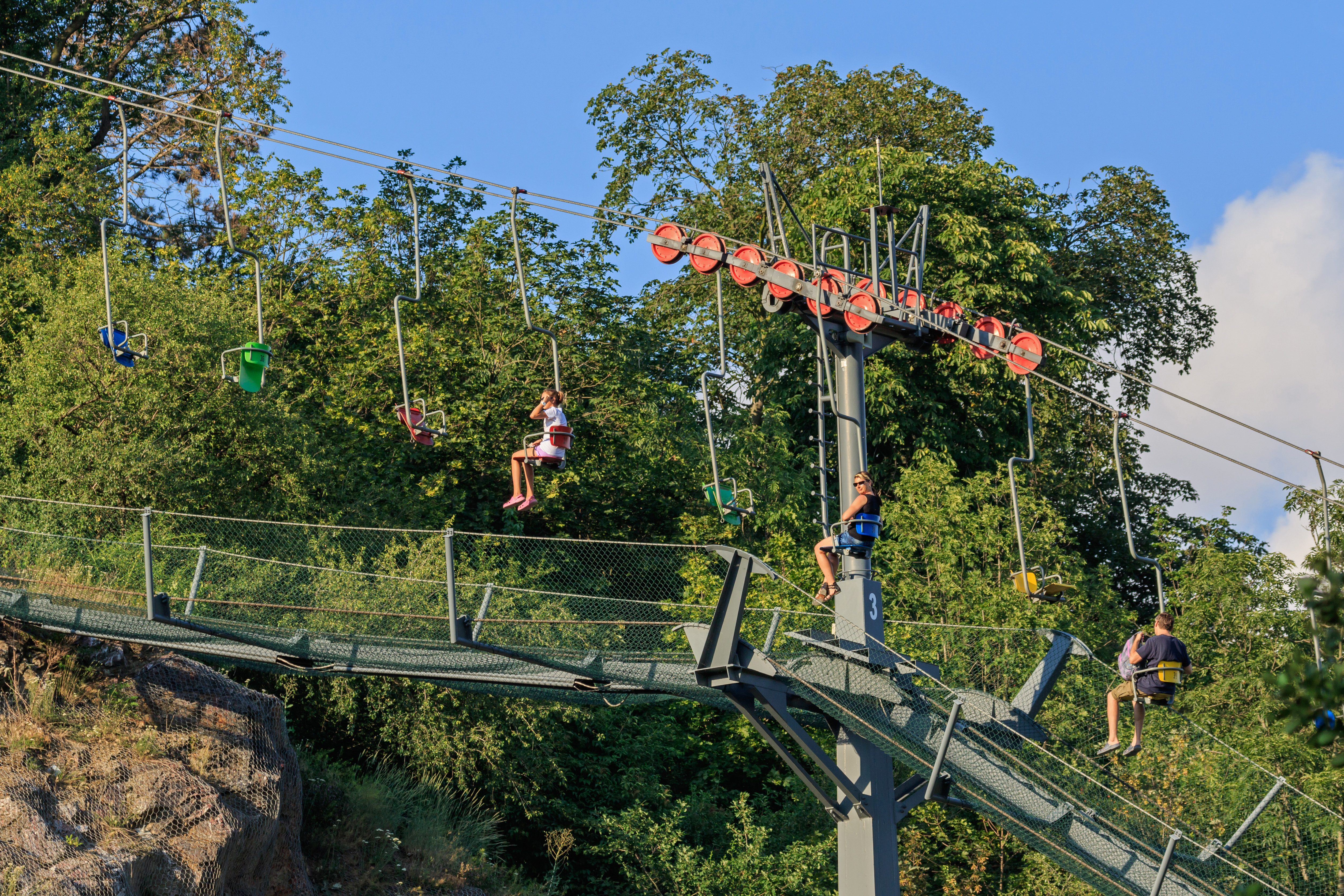
Кресельный подъёмник в Пражском зоопарке
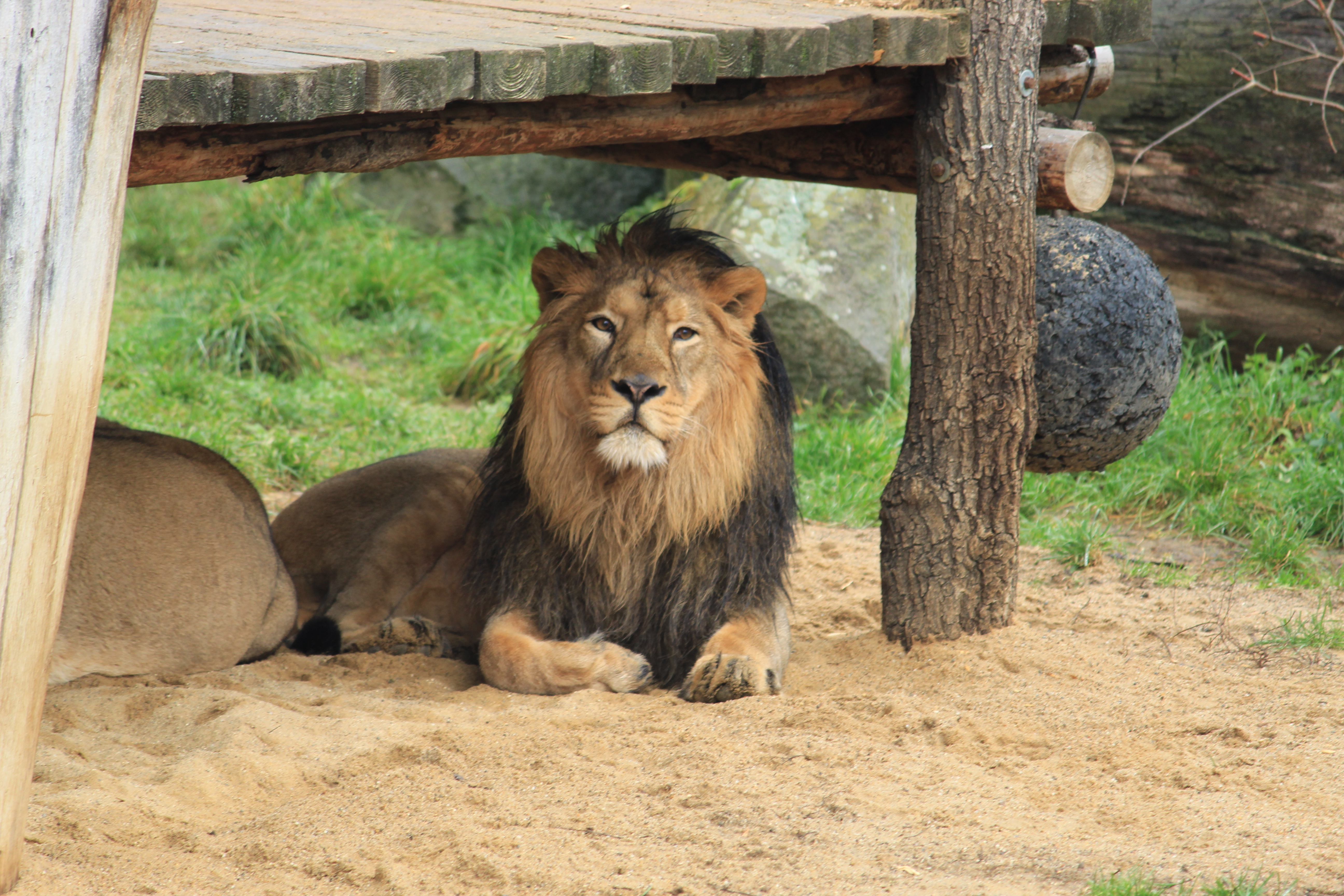
Лев
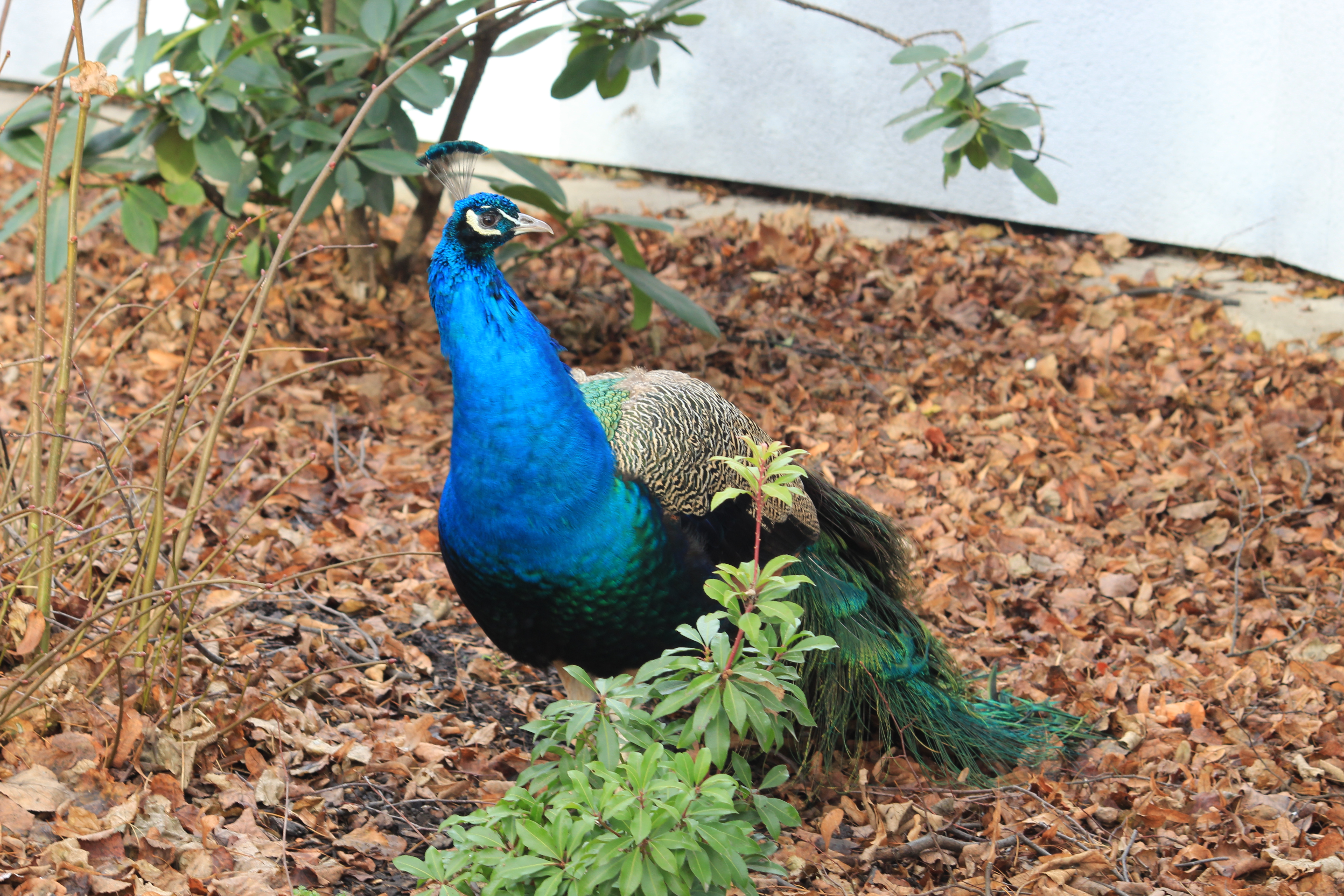
Павлин
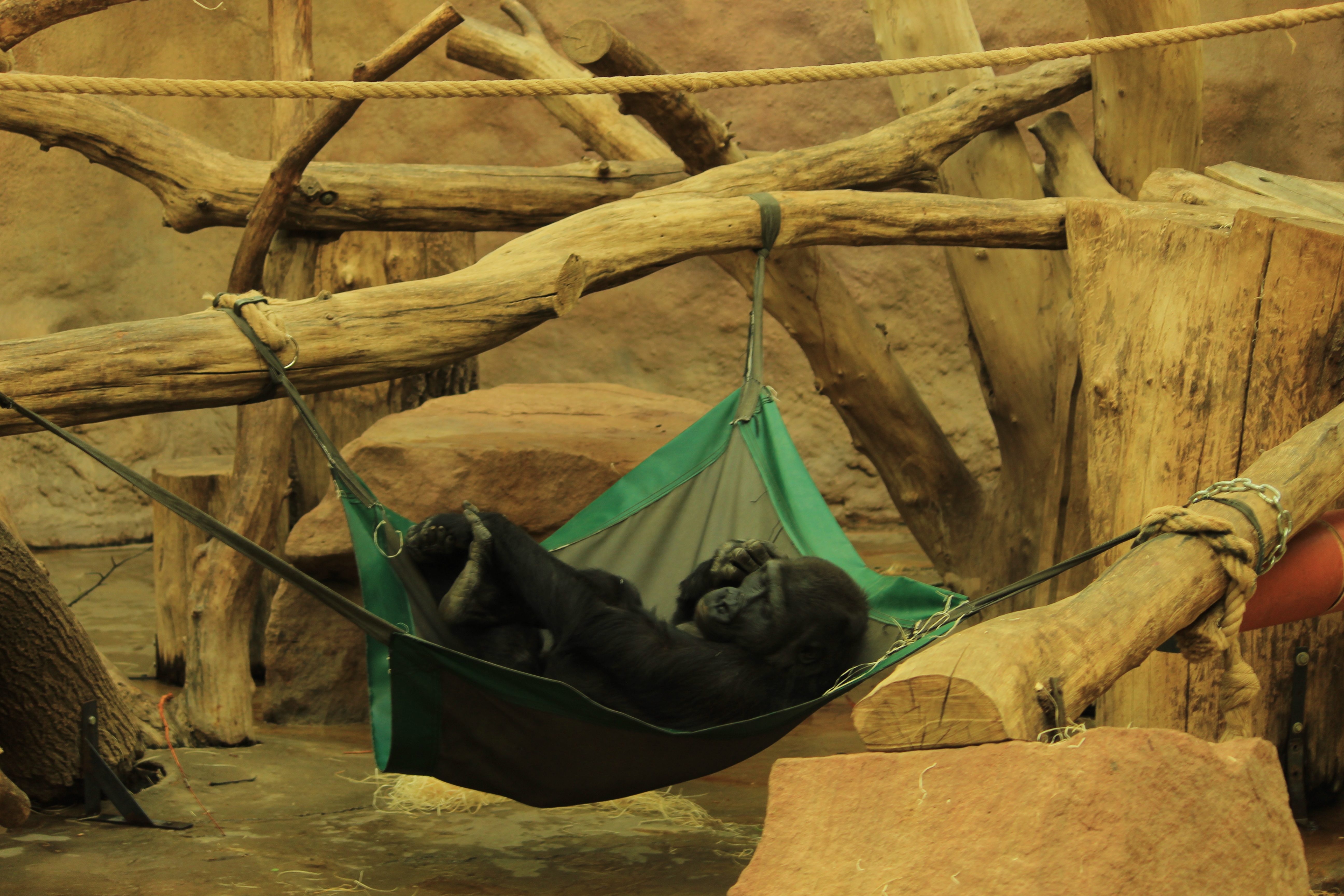
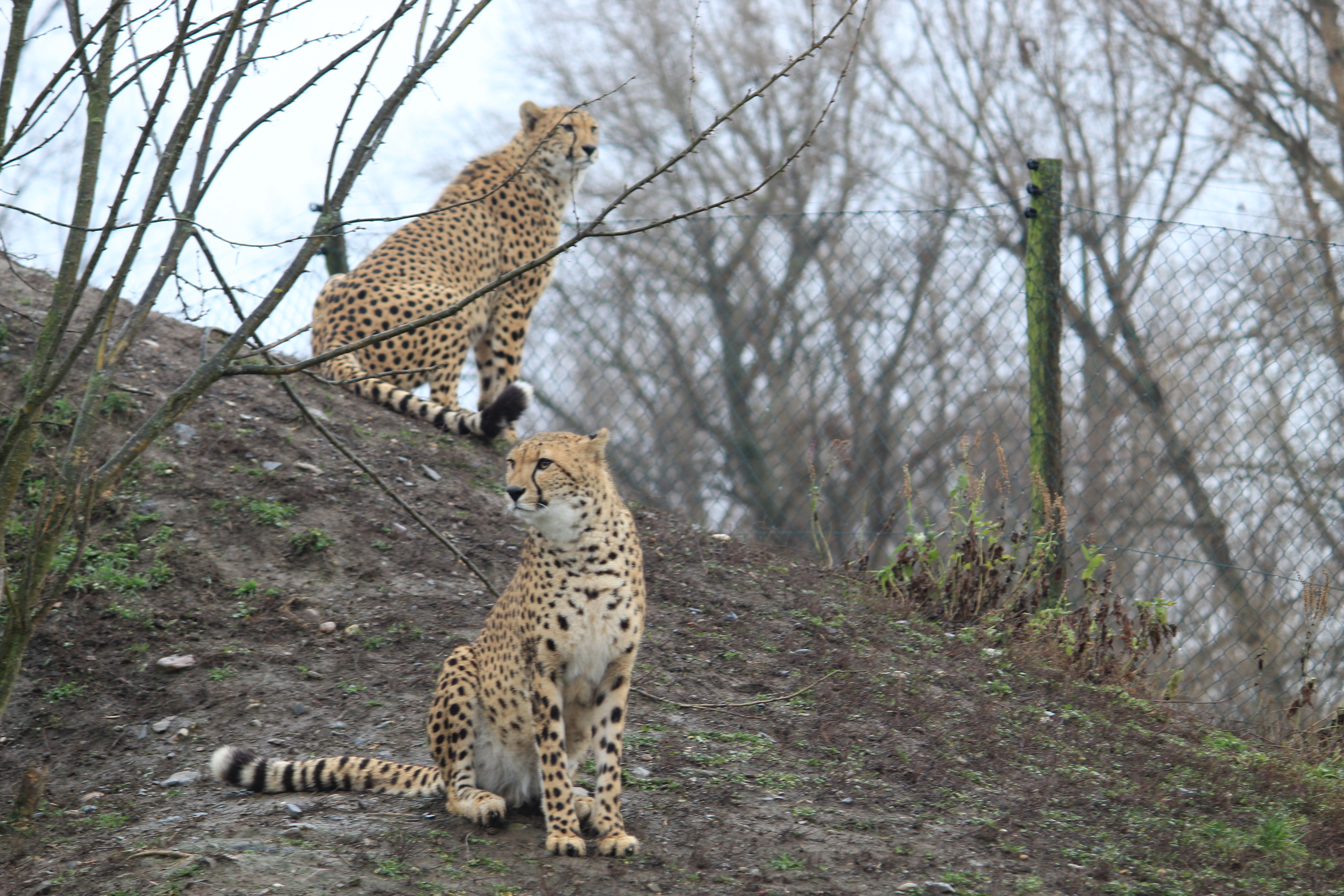